# 丹波市立北小学校
丹波市立北小学校（たんばしりつきたしょうがっこう）は、兵庫県丹波市にある公立の小学校である。

## 沿革

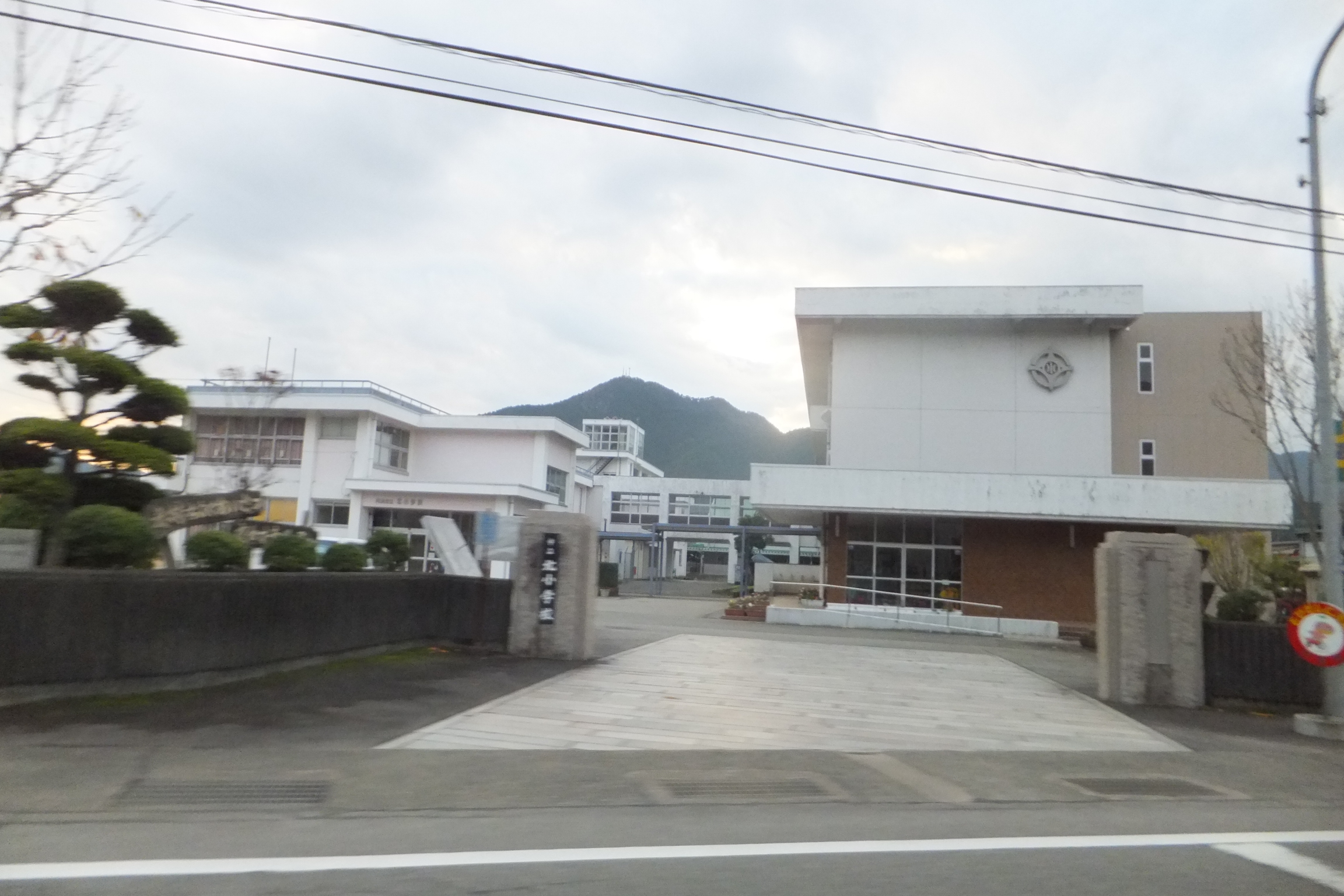
正門

- 1873年（明治6年）5月25日 - 相救舎として開校[1]。
- 1876年（明治9年） - 集英小学校、廣聞校、志殻校として開校。
- 1890年（明治23年） - 上記の3校を統合して、幸世尋常小学校として開校。
- 1910年（明治43年） - 幸世高等尋常小学校と改称。
- 1941年（昭和16年）4月1日 - 国民学校令により、幸世村立幸世国民学校と改称。
- 1947年（昭和22年）4月1日 - 学制改革により、幸世村立幸世小学校と改称。
- 1949年（昭和24年） - ミルク（脱脂粉乳）給食開始。
- 1955年（昭和30年）7月23日 - 町村合併による氷上町発足により、氷上町立北小学校と改称。
- 1956年（昭和31年） - 校歌制定。
- 1967年（昭和42年） - 第1校舎（管理棟）完成。同年、完全給食開始。
- 1973年（昭和48年） - 創立100周年記念式典挙行。
- 1981年（昭和56年） - 第2校舎（教室棟）完成。
- 1988年（昭和63年） - 体育館完成。
- 1991年（平成3年） - プール完成。
- 1995年（平成7年） - ランチルームができる。
- 1998年（平成10年） - 第1校舎の大規模改造工事実施。
- 2004年（平成16年）11月1日 - 町村合併による丹波市発足により、丹波市立北小学校と改称。
- 2007年（平成19年） - ランチルーム（調理場）改造工事実施。
- 2011年（平成23年） - 耐震補強工事が行われ、エレベーター棟ができる。
- 2019年（令和元年） - 全普通教室に空調設備が設置される。

## 周辺
- 兵庫県道7号青垣柏原線
- 加古川
- 大塚病院
- 天満神社
- ひかみシルバーステイ

## アクセス
- ウイング神姫（旧神姫グリーンバス）「50」と「51」の各系統で、「柳町」バス停下車。
- JR西日本福知山線柏原駅から、上述のウイング神姫で、「柳町」バス停下車。

## 進学先中学校
- 丹波市立氷上中学校

## 通学区域が隣接している学校
- 丹波市立東小学校
- 丹波市立中央小学校
- 丹波市立西小学校
- 丹波市立青垣小学校
- 丹波市立竹山小学校
- 丹波市立三輪小学校
- 丹波市立船城小学校